# Радован Калиновић
Радован Калиновић (Добрача, 1854 — ?) био је српски сликар и ученик Уроша Предића у Панчеву. 

## Биографија
Радован Калиновић је од 1871. до 1876. студирао на Ликовној академији у Минхену. Вратио се у Панчево, где је радио као сликар.
Калиновић је боравио дванаест година у Бугарској. До 1894. године предавао је наставу цртања у гимназији у Софији, а пошто је одбио бугарско поданство (држављанство), био је "изгнат" одатле.